# Football Club Jeunesse Canach
Maillots
Actualités
Le FC Jeunesse Canach (FC Jeunesse Kanech en luxembourgeois, forme raccourcie de Football Club Jeunesse Kanech) est un club de football luxembourgeois, fondé en 1957 et basé à Canach. Il évolue en BGL Ligue, la première division luxembourgeoise de football.

## Histoire

### Fondation et amateurisme (1957 - 2005)
Le Football Club Jeunesse Canach est fondé le 27 février 1957, après l’échec du FC Fortuna Canach, dissous en 1940 puis de nouveau en 1953.
Durant les premières années de son histoire, le club évolue dans les divisions amateurs du football luxembourgeois avant d’atteindre, pour la première fois, la Promotion d’Honneur en 2005.

### Découverte du haut niveau (2005 - 2017)
Lors de la saison 2009-2010, le FC Jeunesse Canach termine vice-champion de deuxième division derrière le FC Wiltz 71 et accède ainsi, pour la première fois de son histoire, à la BGL Ligue, l’élite du football luxembourgeois.
Cependant, cette première expérience en première division tourne court : le club termine dernier et redescend immédiatement en Promotion d’Honneur. De retour en deuxième division, Canach réalise une saison remarquable et décroche son premier titre de champion, validant ainsi un retour rapide en BGL Ligue.
Lors de son retour dans l’élite, le club s’illustre en obtenant une honorable 7e place au classement. La saison suivante, il parvient à se maintenir avant de connaître une nouvelle relégation en 2014-2015, après avoir terminé à la dernière place,. Malgré cette descente, le club réalise un beau parcours en Coupe du Luxembourg, atteignant pour la première fois les demi-finales, où il s’incline de justesse (trois buts à deux) face au futur vainqueur, le FC Differdange 03,.
En 2015-2016, après avoir terminé 3e en Promotion d’Honneur, Canach dispute un barrage de promotion face au FC Wiltz 71. Grâce à un but décisif, l’équipe l’emporte et retrouve une nouvelle fois la BGL Ligue,,.
La saison 2016-2017 s’avère difficile : Canach termine 12e, synonyme de barrage pour le maintien contre l’US Hostert. Après un match accroché (deux buts partout après prolongation), le club s’effondre lors de la séance de tirs au but et retombe en Promotion d’Honneur,.

### Stabilisation en deuxième division (depuis 2017)
Lors de la saison 2022-2023, le FC Jeunesse Canach termine à la 4e place de deuxième division, obtenant ainsi une place en barrage pour l’accession à la BGL Ligue. Opposé au CS Fola Esch, le club s’incline au terme d’un match spectaculaire, conclu en prolongation sur le score de quatre buts à trois,,,.

## Palmarès
Le tableau suivant récapitule les performances du FC Jeunesse Canach dans les différentes compétitions officielles luxembourgeoises.
| Compétitions nationales |
| --- |
| - BGL Ligue - Meilleure performance : 7e en 2013 - Coupe du Luxembourg - Meilleure performance : Demi-finaliste en 2015 - Promotion d'Honneur - Champion : 2012 - Vice-champion : 2010 |